# Улица Сакко и Ванцетти (Екатеринбург)

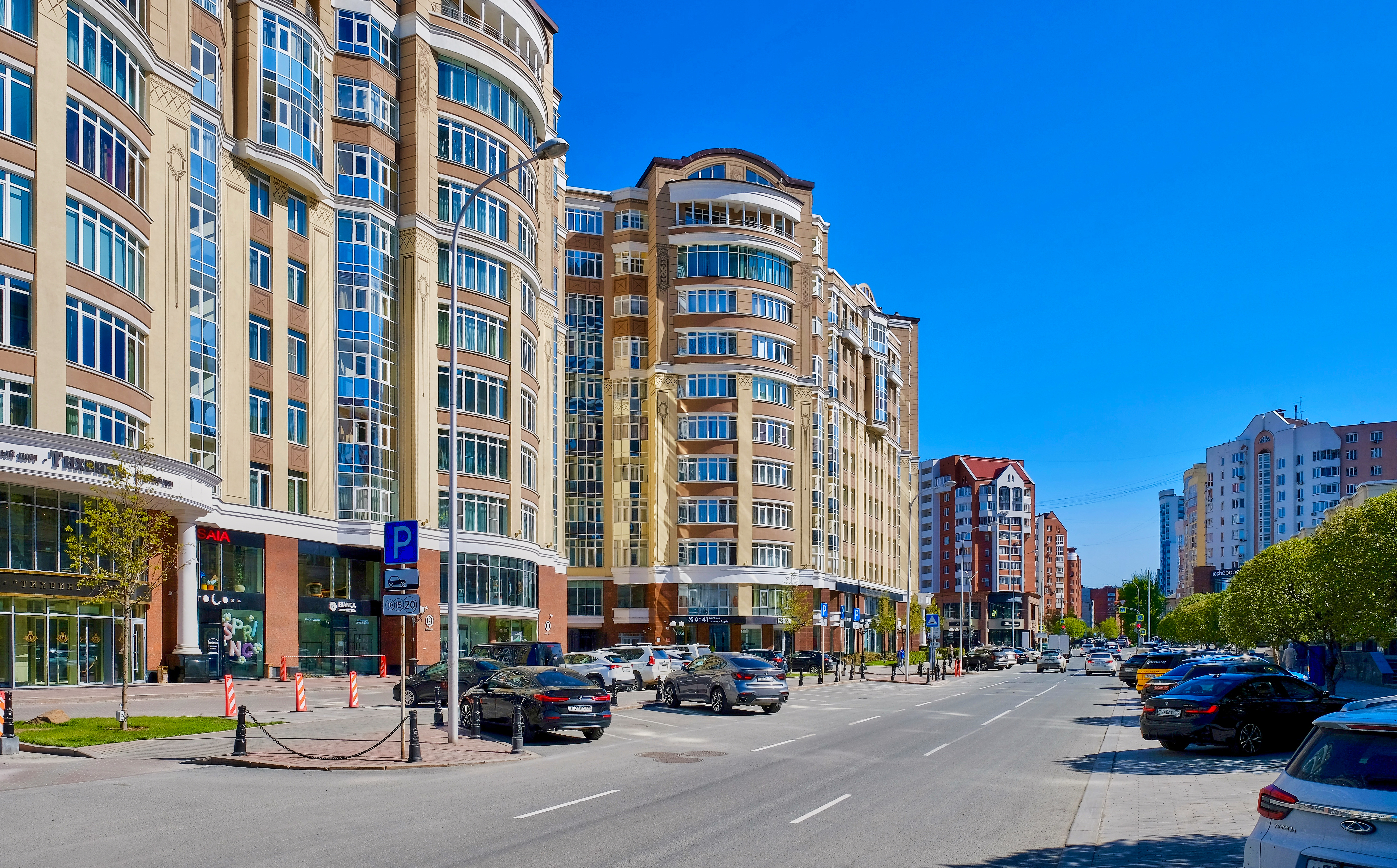
Вид на юг, в сторону улицы Радищева

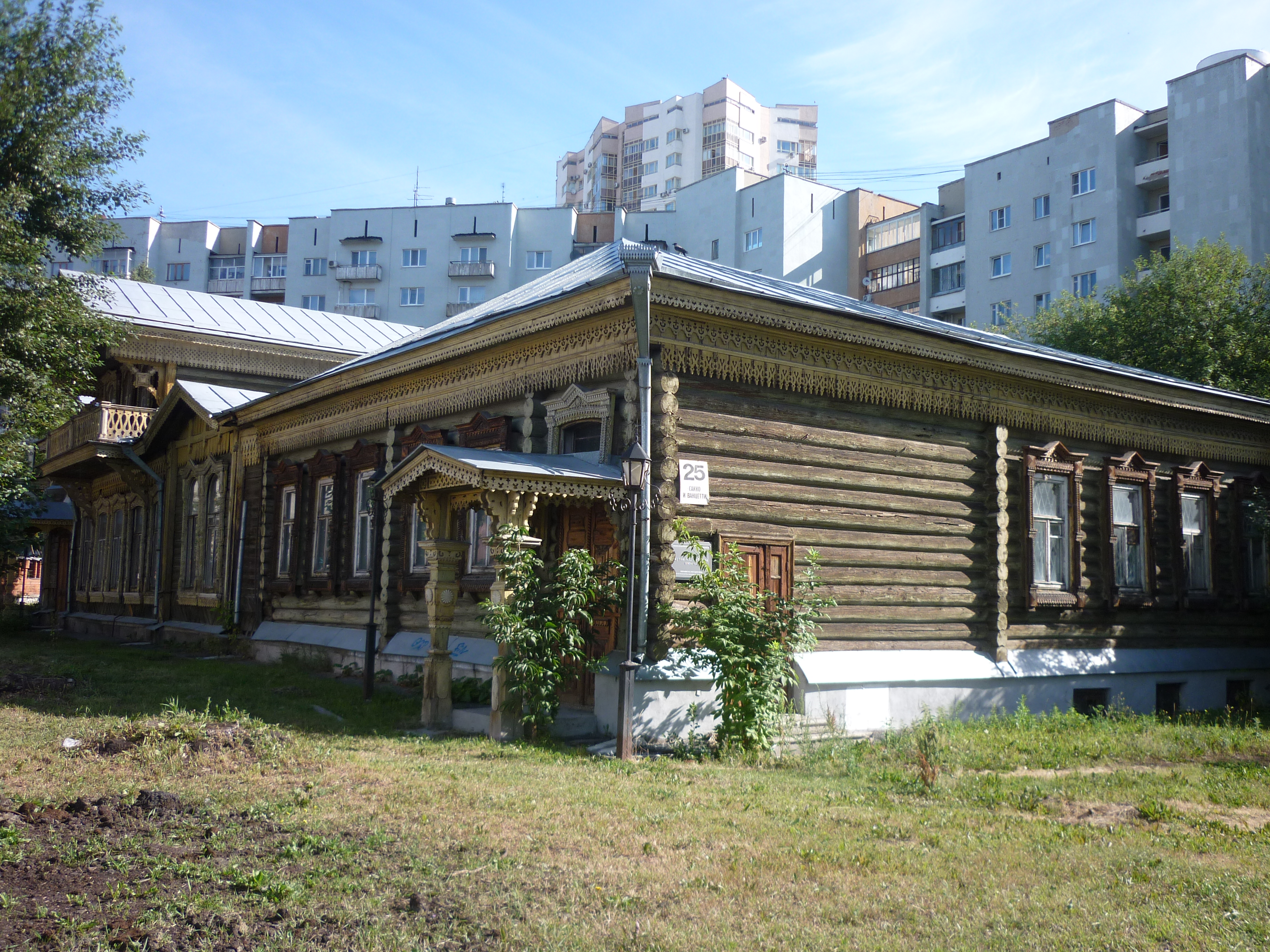
Сакко и Ванцетти, 25

Улица Сакко и Ванцетти (до 1930-х годов — Усольцевская улица) расположена в Центре Екатеринбурга, проходит через Верх-Исетский и Ленинский районы города. Протяжённость улицы с севера на юг составляет 1980 м. Современное название было дано улице в память об американских анархистах, участниках рабочего движения Сакко и Ванцетти. Вплоть до реконструкции северо-западной части Центрального жилого района города располагалась между улицей Октябрьской Революции и улицей Народной Воли, позднее северная оконечность улицы стала упираться в сплошную жилую застройку за улицей Антона Валека.

## История и достопримечательности
Усольцевская улица обязана своим возникновением шихтмейстеру И. И. Сусорову, проводившему в 1752 году разметку новых городских улиц по сторонам Московской дороги. Застройка улицы началась в 1780-х годах, но оформление большей её части происходило в первой половине XIX века и позднее.
В дореволюционном Екатеринбурге на Усольской улице в основном находились жилые дома и небольшие мастерские, такие как переплётная А. Р. Вельца, прачечная Елисеевых. Отдельные усадьбы и особняки улицы Сакко и Ванцетти известны как памятники архитектуры: дом лесничего Л. С. Лебедева, дома купцов Агафуровых (архитектор Ю. О. Дютель, В. В. Коновалов), дом Т. В. Ремезова, усадьба А. Р. Мальцева с художественной оградой из металла (архитекторы Е. М. Косяков, В. К. Тонков), дом Ермолаевых, в котором в 1922—1933 годах жил профессор Горного института П. К. Соболевский, основоположник геофизических методов разведки недр, усадьба Елисеевых, дом А. Т. Алексеевой.
В одном из домов Агафуровых (д. 24) размещено представительство Татарстана, в другом — Музей купеческого быта. На углу улицы и Проспекта Ленина находится здание, которое занимало Алексеевское реальное училище (в нём учились художник Л. В. Туржанский, писатель А. Н. Тихонов, кинорежиссёр С. А. Герасимов, а также другие известные екатеринбуржцы). Сейчас в этом здании располагается Свердловский мужской хоровой колледж.

## Переименование
В ноябре 2014 года одна из общественных организаций выступила с предложением о переименовании улицы. Активисты мотивировали свою инициативу тем, что Никола Сакко и Бартоломео Ванцетти — революционеры-анархисты из Италии, осуждённые за ограбление обувной фабрики и убийство кассира и двух охранников в штате Массачусетс (США), никакого отношения к Екатеринбургу или России не имеют. А улица названа так в результате пропагандистской кампании 1930-х годов. Сообщение распространялось на правах рекламы. Дальнейшего развития инициатива не получила.